# To My Mom
To My Mom est une chanson interprétée par Andria Putkaradze, écrite et composée par Giorgi Kukhianidze et Maka Davitaia.
Elle représente la Géorgie au Concours Eurovision de la chanson junior 2024 à Madrid. Elle permet à la Géorgie de remporter le concours pour la 4e fois de son l'histoire avec 239 points.